# Neighbours from Hell
Neighbours from Hell (Titolo originale: Böse Nachbarn) è un puzzle game per il Microsoft Windows, Nintendo GameCube, e Xbox. In Europa, il gioco è stato messo in commercio il 20 giugno 2003 per PC e il 4 marzo 2005 per GameCube e Xbox. In Nord America, la versione per PC è stata messa in commercio il 22 settembre 2003. In seguito è stata pubblicata una conversione per iOS e Android nel 2017.
Nel 2020 è stata rilasciata una versione rimasterizzata del gioco, Neighbours back From Hell, che comprende Neighbours from Hell e il seguito Neighbours from Hell 2, con animazioni aggiornate e grafica in HD.

## Trama
Mr. Rottweiler rende la vita impossibile al suo vicino Woody, a cui viene un'idea per vendicarsi dell'ignaro vicino: introdursi nella sua abitazione e fargli degli scherzi, adoperando gli oggetti che si trovano in casa...

## Personaggi
- Woody: il protagonista, la vita del quale viene stravolta dall'arrivo di Rottweiler. Decide quindi di entrare in casa del vicino, al quale inizia a fare scherzi.
- Mr. Rottweiler: il vicino di Woody. Scorbutico, sgarbato e menefreghista, è l'antagonista del gioco. È il bersaglio principale di Woody.
- Chilli: il pappagallo rosso del vicino. Nella seconda stagione svolge il ruolo di guardia, allertando il vicino se Woody si muove nella stanza dove si trova (senza modalità furtiva). Nella terza stagione, viene rimpiazzato dal cane Matts.
- Matts: il cane del vicino. Svolge il ruolo di "guardia" come Chilli, abbaierà a Woody se lo nota, allertando il vicino, richiedendo la modalità furtiva per non essere notati.
- Joe: il direttore della troupe. Fornisce consigli utili durante il tutorial.

## Ambientazione
Il gioco si svolge nella casa del vicino, diviso in stanze diverse che verranno sbloccate man mano che il gioco prosegue.

## Sequel
Nel 2004, è uscito il sequel, Neighbours from Hell 2: On Vacation. Contrariamente al primo capitolo, il sequel non ha un'ambientazione fissa ma segue le tappe del viaggio in crociera del vicino.